# IPhone 14
Das iPhone 14 ist ein Smartphone aus der iPhone-Reihe des US-amerikanischen Unternehmens Apple. Es ist der Nachfolger des iPhone 13. Es wurde gemeinsam mit dem iPhone 14 Pro am 7. September 2022 vorgestellt. Anstatt der bisherigen kleineren Mini-Variante ist mit dem iPhone 14 Plus eine größere Version erhältlich. iPhone 14 und 14 Plus konnten seit dem 9. September 2022 vorbestellt werden. Das iPhone 14 ist seit dem 16. September 2022 erhältlich und das iPhone 14 Plus seit dem 7. Oktober 2022.

## Design

### Farben
Die Farben „Mitternacht“ und „Polarstern“ als relativ neutrale Farben, die ähnlich aber nicht gleich zum „Schwarz“ und „Weiß“ des iPhone 12 sind, wurden vom iPhone 13 übernommen. Ebenfalls erneut erhältlich sind „(PRODUCT)RED“ und „Blau“, welche in dem Fall heller als beim iPhone 13 sind. Die Farben „Grün“ und „Rosé“ wurden durch „Violett“ ersetzt, im März 2023 kam „Gelb“ hinzu.

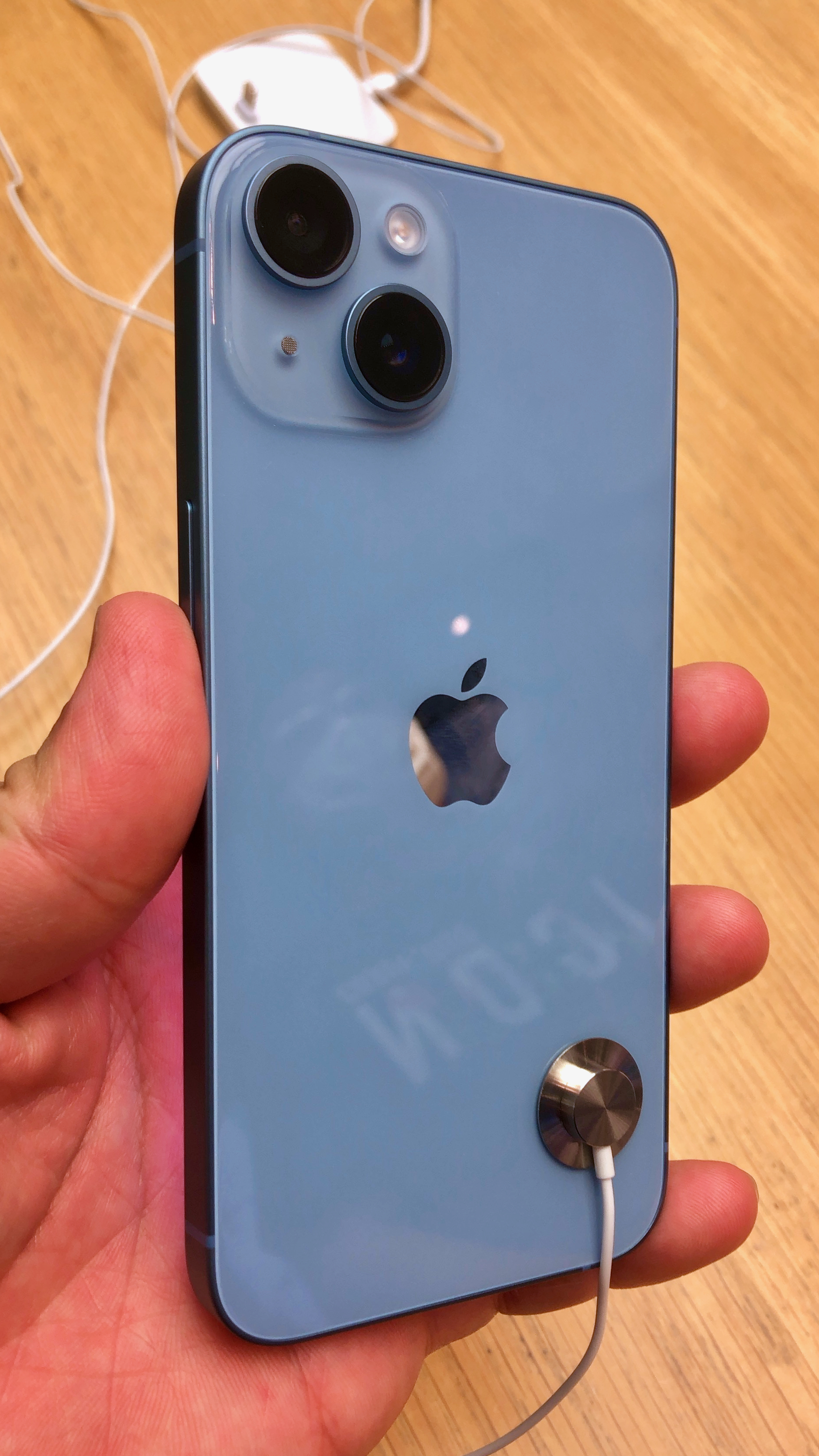
Rückseite des iPhone 14
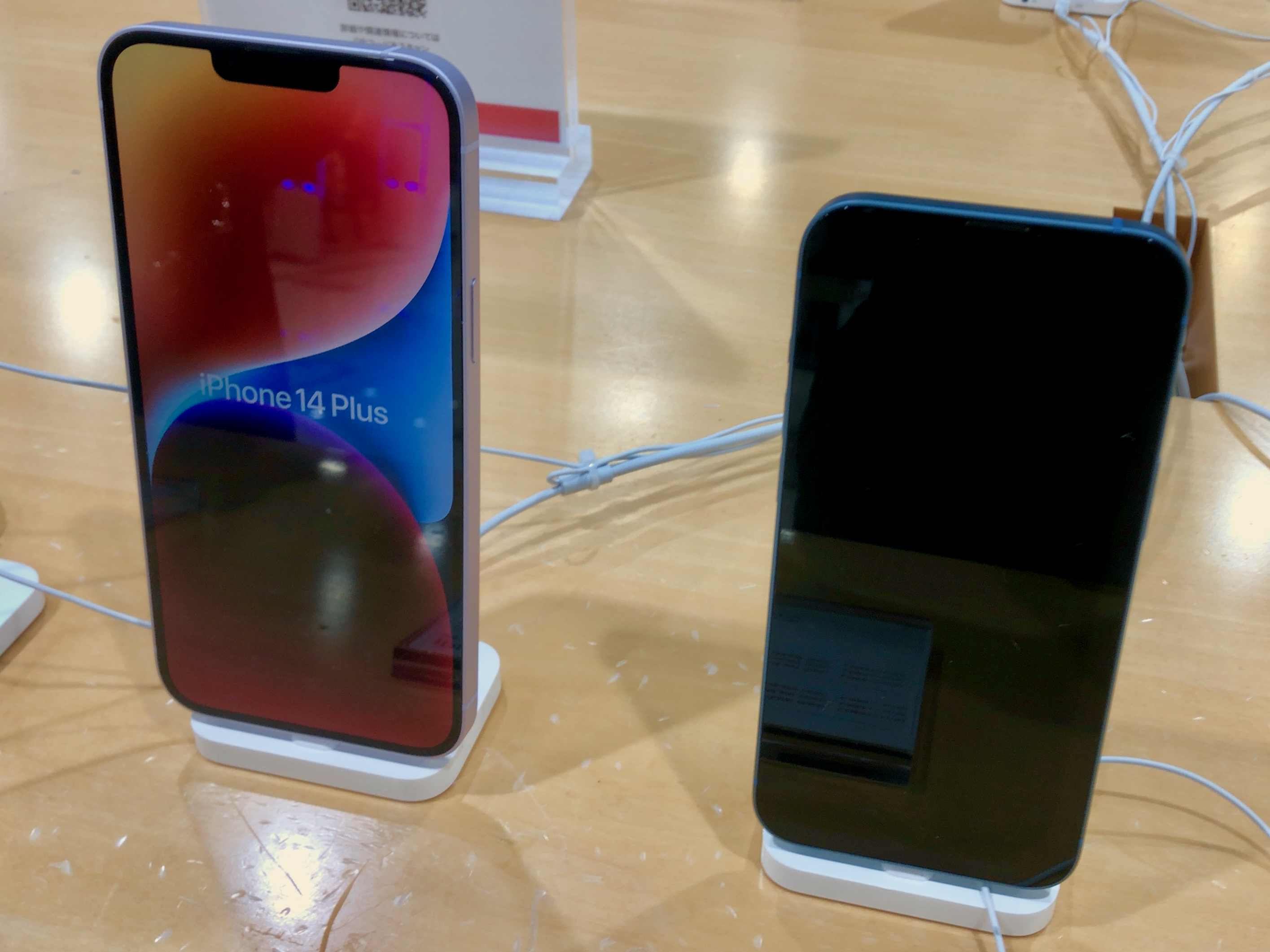
iPhone 14 Plus und iPhone 14

### Reparaturfreundlichkeit
Das Gerät wurde reparaturfreundlicher gestaltet. Im Gegensatz zum Vorgänger ist die Rückseite austauschbar. Das Innenleben wurde überarbeitet; die Komponenten sind nun an einem Mittelrahmen befestigt und fast alle durch Entfernen der Rückseite erreichbar. Das heißt auch, dass das FaceID-Modul inklusive Frontkamera nicht mehr am Display befestigt ist. Einzig das Display wird weiterhin getauscht, indem es von der Vorderseite gelöst wird. Damit ist die Anordnung der Komponenten ähnlich wie beim iPhone 4 (und 4s), jedoch ist die Reparatur des Displays einfacher, da beim iPhone 4 zunächst die Rückseite und mehrere andere Komponenten entfernt werden mussten.

## Technische Daten

### Kamera
Die Hauptkamera wurde aus dem iPhone 13 Pro übernommen und bietet im Vergleich zum Vorgänger einen größeren Sensor und eine offenere Blende (ƒ/1,5 statt ƒ/1,6). Der elektronische Bildstabilisator wurde verbessert und um eine „Action Mode“-Funktion erweitert, welche einen kleineren Ausschnitt des Bildsensors ausliest, damit dem Ausschnitt ein breiterer Pufferbereich umgibt, in dem sich der gelesene Bildsensorausschnitt bewegen kann, um Handbewegungen entgegenzuwirken.
Der Kinomodus, bei dem der Hintergrund in Videos wie beim Porträtmodus bei Fotos künstlich unscharf gemacht wird, ist neben Full-HD jetzt auch in 4K bei 24 und 30 fps verfügbar. Wie beim iPhone 14 Pro bewirbt Apple eine veränderte Bildverarbeitung namens „Photonic Engine“, die den bereits zuvor als „Deep Fusion“ bezeichneten Verarbeitungsschritt früher innerhalb der Verarbeitungs-Pipeline einsetzt und dadurch die Bildqualität bei wenig Licht verbessern soll.
Die neue Kamera steht erneut weiter aus dem Gehäuse heraus und ist minimal größer. Daher ist je nach Passform die Verwendung von Zubehör, welches an die neuen Kamera-Abmessungen angepasst wurde, statt eines für das iPhone 13 entwickelten Zubehörteils (insbesondere Hüllen), in Erwägung zu ziehen.
Die Frontkamera ist die Gleiche wie beim iPhone 14 Pro. Sie verfügt neben einer offeneren Blende (ƒ/1,9 statt ƒ/2,2) über einen Autofokus.
Das Design des Kamerablitzes wurde verändert, obwohl die Technik weiterhin ähnlich wie beim iPhone 13 ist und nicht dem als „adaptiv“ bezeichneten Blitz des iPhone 14 Pro entspricht.

### Leistung
Im Gegensatz zum iPhone 14 Pro wurde auf eine neue SoC-Generation verzichtet. Das iPhone 14 verwendet den Apple A15 Bionic, jedoch die stärkere Variante des iPhone 13 Pro, welche im Vergleich zum A15 Bionic des iPhone 13 einen weiteren GPU-Kern (5 statt 4) und mehr Arbeitsspeicher (6 statt 4 GB) bietet.
Durch Änderungen der inneren Wärmeleitung wird Hitze vom SoC laut Hersteller großflächiger verteilt, wodurch die Leistung unter Belastung länger ungedrosselt beibehalten werden soll.

### Satelliten-Notruf
Mit dem iPhone 14 kann ein Notruf und/oder Standortdaten über Satellitenkommunikation gesendet werden. Das wird in entlegenen Gebieten ohne Mobilfunkempfang als nützlich dargestellt, der Hersteller zeigt in der Werbung Gebirge und Wüsten als Beispiele. In den ersten zwei Jahren ist die Nutzung garantiert kostenlos und danach theoretisch kostenpflichtig, aber ein Preis wurde nach über 2 Jahren bisher (Stand: November 2024) noch nicht genannt. Apple hatte dazu 430 Millionen USD in das Satellitennetzwerk von Globalstar investiert.
Der Dienst ist seit November 2022 in den USA und Kanada verfügbar, ab Dezember 2022 in Deutschland, Frankreich, Ireland und dem Vereinigten Königreich, ab Mai 2023 auch in Australien und Neuseeland. Im September 2023 ist der Dienst zudem in Österreich, der Schweiz, Belgien, Italien, Luxemburg, den Niederlanden, Portugal und Spanien verfügbar.

### Sonstiges
Zusätzlich zum Lichtsensor auf der Vorderseite besitzt das iPhone 14 einen weiteren Lichtsensor auf der Rückseite. Dadurch kann das Gerät in mehr Situationen (zum Beispiel Nutzung direkt an einem Fenster) die Helligkeit des Bildschirms an die Umgebung anpassen. In den USA wurde beim iPhone 14 und iPhone 14 Pro (sowie den jeweils größeren Varianten) auf den SIM-Kartenschacht verzichtet. Als 5G-Modem wird das schnellere Qualcomm X65 verwendet, beim Vorgänger war es das X60. Die verbesserte Konnektivität hat eine größere Plastik-Antennenaussparung bei Modellen mit mmWave-5G (z. B. in den USA) im Rahmen zur Folge. Durch Verwendung neuer Sensoren mit zugehöriger Software erhält das iPhone 14 wie bereits das Google Pixel die „Unfallerkennung“, wodurch es zum Beispiel einen Autounfall erkennen und dann automatisch (falls die betroffene Person nicht bestätigt, dass es ihr gut geht) den Notruf wählen.

## iPhone 14 Plus
Die technischen Spezifikationen des iPhone 14 Plus stimmen mit denen des iPhone 14 weitgehend überein. Die Unterschiede sind:
- Das iPhone 14 Plus hat eine größere Bildschirmdiagonale von 6,7″, mit einer Auflösung 2778 × 1284 Pixel (entspricht 458 ppi).
- Die Gehäuseabmessungen (H × B × T) betragen 160,8 mm × 78,1 mm × 7,8 mm. Damit ist das iPhone 14 Plus so hoch und breit wie das iPhone 13 Pro Max, aber etwas dicker. Das Gewicht beträgt 203 g, wodurch es schwerer als jedes vorherige „Plus“ aber leichter als jedes bisherige „Max“-Modell von Apple ist.
- Die Akkulaufzeit ist länger als beim iPhone 14. Nach Angaben von Apple beträgt sie bis zu 26 bzw. 20 Stunden bei der offline bzw. online Videowiedergabe, sowie bis zu 100 Stunden bei der Musikwiedergabe. Von Apple wurde es als das iPhone mit der längsten Akkulaufzeit beworben, was zumindest bei der beworbenen Dauer der Musikwiedergabe stimmt, bei der Videowiedergabe hält der Akku mancher „Pro Max“-Modelle laut Apple länger.

## Kritik
In vielen Testberichten wird negativ angemerkt, dass es keine großen Neuerungen im Vergleich zum iPhone 13 gibt. Kritik im Vergleich zu Produkten anderer Hersteller sind das in diesem Preisbereich unübliche, langsamere 60-Hertz-Display und die durch die Leistung von 20 Watt gegebene Ladegeschwindigkeit.

## Verfügbarkeit
Zur Vorstellung im September 2022 war das iPhone 14 in drei Speichervarianten mit 128 GB, 256 GB und 512 GB erhältlich.
Mit der Vorstellung des iPhone 15 am 12. September 2023 senkte Apple die Preise in den USA. In anderen Ländern sind die Preise ebenfalls angepasst.
| Modell         | Speicher | USA     | Deutschland, Österreich | Luxemburg | Schweiz   |
| -------------- | -------- | ------- | ----------------------- | --------- | --------- |
| iPhone 14      | 128 GB   | 799 $   | 999 €                   | 985 €     | 929 Fr.   |
| iPhone 14      | 256 GB   | 899 $   | 1.129 €                 | 1.111 €   | 1'049 Fr. |
| iPhone 14      | 512 GB   | 1,099 $ | 1.389 €                 | 1.362 €   | 1'289 Fr. |
| iPhone 14 Plus | 128 GB   | 899 $   | 1.149 €                 | 1.130 €   | 1'049 Fr. |
| iPhone 14 Plus | 256 GB   | 999 $   | 1.279 €                 | 1.265 €   | 1'169 Fr. |
| iPhone 14 Plus | 512 GB   | 1,199 $ | 1.539 €                 | 1.507 €   | 1'409 Fr. |

| Modell         | Speicher | USA     | Deutschland, Österreich | Luxemburg | Schweiz   |
| -------------- | -------- | ------- | ----------------------- | --------- | --------- |
| iPhone 14      | 128 GB   | 699 $   | 849 €                   | 833 €     | 749 Fr.   |
| iPhone 14      | 256 GB   | 799 $   | 979 €                   | 958 €     | 859 Fr.   |
| iPhone 14      | 512 GB   | 999 $   | 1.229 €                 | 1.179 €   | 1'079 Fr. |
| iPhone 14 Plus | 128 GB   | 799 $   | 949 €                   | 929 €     | 849 Fr.   |
| iPhone 14 Plus | 256 GB   | 899 $   | 1.079 €                 | 1.054 €   | 959 Fr.   |
| iPhone 14 Plus | 512 GB   | 1,099 $ | 1.329 €                 | 1.293 €   | 1'179 Fr. |

### Zubehör
Der Hersteller bietet passendes Zubehör für die Geräte an. Darunter sind Hüllen aus Leder oder Silikon in verschiedenen Farben und eine durchsichtige Hülle. Weiterhin erhältlich und kompatibel sind Ladestecker und -kabel und magnetisches MagSafe-Zubehör.

### Dienstleistungen
Gegen Aufpreis bietet Apple eine Versicherung für die Geräte an. Es gibt die beiden Varianten „AppleCare+“ und „AppleCare+ inklusive Absicherung gegen Diebstahl und Verlust“, welche für zwei Jahre entweder auf einmal oder in monatlichen Raten bezahlt werden. Seit der Veröffentlichung des iPhone 14 am 7. September 2022 wird „eine unbegrenzte Anzahl von Reparaturen bei unabsichtlicher Beschädigung“ abgedeckt.
Ebenfalls bietet der Hersteller einen Reparaturservice. Erwähnenswert ist hier, dass der Preis für den Austausch der Rückseite aufgrund der neuen Anordnung der inneren Komponenten weitaus niedriger als beim Vorgänger ist. Der Preis für den Tausch des Akkus ist bei allen Modellen des iPhone 14 und iPhone 14 Pro teurer als bei den direkten Vorgängern.